# Liste der Bodendenkmale in Trossin
In der Liste der Bodendenkmale in Trossin sind die Bodendenkmale der Gemeinde Trossin und ihrer Ortsteile nach dem Stand der Auflistung von Klaus Kroitzsch und Harald Quietzsch aus dem Jahr 1984 aufgelistet. Eventuelle Änderungen und Ergänzungen, insbesondere aus der Zeit nach der Wende, sind nicht berücksichtigt, da für Sachsen aktuell keine neueren allgemein zugänglichen Bodendenkmallisten vorliegen. Die Baudenkmale sind in der Liste der Kulturdenkmale in Trossin aufgeführt.
| Denkmal-ID | Fundart             | Ortsteil   | Bezeichnung                             | Zeitstellung | Lage | Bemerkungen | Bild |
| ---------- | ------------------- | ---------- | --------------------------------------- | ------------ | --- | --- | ---- |
| ?          | Grabmal > Grabhügel | Falkenberg | Gruppe von noch 12 Hügelgräbern         | Bronzezeit   | südsüdwestlich des Orts im Falkenberger Forst, beiderseits des Wegs von Authausen nach Roitzsch                                                                             | Hügel mit bis zu 22 m Durchmesser und bis zu 3 m Höhe, 9 Hügel 1974 ausgegraben, Schutz seit 9. Dezember 1957                                                                 |      |
| ?          | Grabmal > Grabhügel | Falkenberg | Gruppe von 37 Hügelgräbern              | Bronzezeit   | südsüdwestlich des Orts im Falkenberger Forst, beiderseits der Straße nach Pressel                                                                                          | Hügel mit bis zu 22 m Durchmesser und bis zu 2,5 m Höhe, die größeren Hügel sind meist gekesselt, Schutz seit 9. Dezember 1957                                                |      |
| ?          | Befestigung > Burg  | Falkenberg | Wasserburg „Pakerschloss“               | Mittelalter  | westsüdwestlich des Orts im Falkenberger Forst | durch Einschnitt zweigeteilter Bühl, umgeben von zwei Gräben mit vorgelagerten Wällen, Schutz seit 9. Dezember 1957                                                           |      |
| ?          | Grabmal > Grabhügel | Falkenberg | 4 Hügelgräber                           | Bronzezeit   | nordöstlich des Orts im Waldstreifen nördlich des Bachs, östlich des Wegs zur Fleckmühle                                                                                    | Hügel mit bis zu 15 m Durchmesser und bis zu 1 m Höhe, Schutz seit 1. August 1977                                                                                             |      |
| ?          | Grabmal > Grabhügel | Roitzsch   | Gruppe von mindestens 4 Hügelgräbern    | Bronzezeit   | ostsüdöstlich des Orts im Falkenberger Forst, Forstrevier Roitzsch Abteilungen 609 und 610, direkt südwestlich des Wegs nach Süptitz                                        | Hügel mit bis zu 40 m Durchmesser und bis zu 1,8 m Höhe, gekesselt, Schutz seit 11. Januar 1958                                                                               |      |
| ?          | Grabmal > Grabhügel | Roitzsch   | 2 Gruppen aus insgesamt 11 Hügelgräbern | Bronzezeit   | westsüdwestlich des Orts im Bauernwald, nördlich des Ankerwegs | Hügel mit bis zu 50 m Durchmesser und bis zu 3 m Höhe, gekesselt, Schutz seit 9. Dezember 1957                                                                                |      |
| ?          | Grabmal > Grabhügel | Roitzsch   | Gruppe von mehreren Hügelgräbern        | Bronzezeit   | ostsüdöstlich des Orts im Falkenberger Forst, beiderseits des Wegs nach Süptitz, teils im Forst teils auf der Feldflur, auf dem Gebiet der Gemarkungen Roitzsch und Trossin | Hügel mit bis zu 50 m Durchmesser und bis zu 4,5 m Höhe, 4 im Forst, einer am Ortsrand und vier von mindestens sieben auf der Feldflur erhalten, Schutz seit 9. Dezember 1957 |      |
| ?          | Grabmal > Grabhügel | Roitzsch   | Hügelgrab                               | Bronzezeit   | südlich des Orts im Falkenberger Forst, Forstrevier Jagdhaus Abteilung 480, nördlich der Eins                                                                               | Schutz seit 9. Dezember 1957 |      |
| ?          | Siedlung            | Roitzsch   | Ortswüstung Liehmena                    | Mittelalter  | südwestlich des Orts im Falkenberger Forst, Forstrevier Jagdhaus Abteilung 468, nördlich des Brilldamms, zwischen R- und Eins-Weg                                           | Wüstung des 13./14. Jahrhunderts, Haustellen, Backöfen, Wege und Kirche nachgewiesen, dazu ein Turmhügel in der südlich gelegenen Niederung Schutz seit 15. August 1974       |      |
| ?          | Grabmal > Grabhügel | Trossin    | Gruppe von ca. 15 Hügelgräbern          | Bronzezeit   | nördlich des Orts am Westrand des Meltzholzes, Forstrevier Spitze Abteilung 106                                                                                             | Schutz seit 18. Mai 1960 |      |
| ?          | Grabmal > Grabhügel | Trossin    | Gruppe von mindestens 5 Hügelgräbern    | Bronzezeit   | westlich des Orts, beiderseits der Straße nach Falkenberg, Feldflur | Hügel mit bis zu 30 m Durchmesser und bis zu 2 m Höhe, durch Überackerung breitgezogen                                                                                        |      |